# Ruodlieb

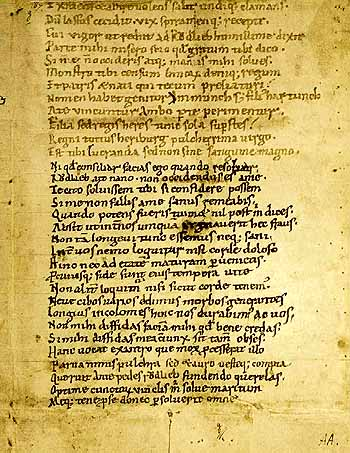
Textfragment aus der einzigen Abschrift des Ruodlieb, Clm 19486, 11. Jahrhundert

Ruodlieb ist ein lateinisches Versepos des beginnenden Hochmittelalters, das etwa Mitte des 11. Jahrhunderts vermutlich von einem Tegernseer Mönch in guten Leoninischen Hexametern verfasst wurde. Das Werk, von dem etwa 2300 Verse in achtzehn Bruchstücken überliefert sind, kann als ein früher Vorläufer des höfischen Romans des 12. Jahrhunderts angesehen werden. Es fand offenbar keinerlei Verbreitung.
In der Geschichte des Ritters Ruodlieb, der in die Welt zieht, um sein Glück zu suchen, werden Motive von Märchen und Heldensagen mit realistischen Schilderungen des Lebens sowohl des Adels als auch der Bauern im (oberbayerischen) Dorf verbunden. Eine große Rolle spielen Lebensweisheiten, die von den Figuren entweder befolgt oder (zu ihrem Schaden) nicht befolgt werden. Die Erzählung hat neben ihrer teils märchenartigen, farbigen Stimmung auch eine nüchterne moralisch-didaktische Absicht.

## Entdeckung, Edition und Hintergrund
„So habe ich noch unlängst ein Fragment aus einem Rittergedicht in leoninischen Reimen entdeckt, wo die Namen Rudlieb, Immunch, und der Kampf des Ersten mit dem Zwerge (nanus) vorkommt.“ Mit dieser lapidaren Bemerkung des Bibliothekars Bernhard Joseph Docen, der mit der Sichtung der durch die Säkularisation 1803 erworbenen Bücher der Königlichen Hof- und Staatsbibliothek München betraut war, beginnt 1807 die Geschichte der Erforschung dieses von seiner Art her einzigartigen Werkes der mittellateinischen Literatur.
Der Gelehrte fand insgesamt wohl 15 Doppelblätter, die als Bindematerial diverser in der Klosterbibliothek Tegernsee aufbewahrter Codices gedient hatten, die er aber noch nicht in eine logische Reihenfolge bringen konnte. In der Folgezeit wurden noch weitere Blätter entdeckt, die, soweit man das noch nachweisen kann, ebenso in der zweiten Hälfte des 15. Jahrhunderts zweckentfremdet wurden. Seit der Entdeckung der letzten Fragmente 1981 liegen 21 durch Beschnitt mehr oder minder stark beschädigte Teile von Doppelblättern aus ehemals Tegernseer Beständen vor, die uns 2320 Verse oder Versfragmente überliefern und einstmals ein zusammengehörendes Konvolut von Pergamentblättern gebildet haben, das niemals gebunden war.
Das im Jahr 1830 in der oberösterreichischen Stiftsbibliothek St. Florian entdeckte Doppelblatt mit 140 Versen jedoch stellt das Überbleibsel einer zweiten Handschrift dar, die sich, so der paläographische Befund, durch größere Buchstaben, regelmäßige Verszahlen auf jeder Seite, Rubrizierungen, Paragrapheneinteilung und einen anderen Schreiber vom Clm 19486 unterscheidet.
Die vergleichsweise unsauberen Münchener Fragmente scheinen teilweise nur eine Rohfassung des Ruodlieb darzustellen, während das Blatt aus St. Florian, das wohl auch aus dem Kloster Tegernsee stammt, als Teil einer Reinschrift betrachtet werden kann. Da die Korrekturen im Text der Münchener Fragmente in erster Linie aus prosodischen Gründen erfolgten und wahrscheinlich nur von einer Hand ausgeführt wurden, liegt hier mit einiger Sicherheit ein Autograph des Ruodlieb vor.
Etwa 40 % des Werkes dürften verloren sein, wenn man die vorhandenen Inhaltslücken einkalkuliert und dabei den Verlust ausschließlich von Doppelblättern annimmt.
Die erste halbwegs zufriedenstellende Edition und Kommentierung des Textes gelang nach der ersten Ausgabe von Jacob Grimm und Johann Andreas Schmeller 1838 schließlich Friedrich Seiler im Jahr 1882, doch blieben viele Fragen zu Konjekturen, ausgefallenen Textpassagen oder der Semantik mancher Begriffe bis in die 1990er Jahre hinein Streitpunkte der Forschung.
Die Verfasserschaft des Ruodlieb hat sich bis heute nicht klären lassen. Die Vermutung, dass es sich bei dem Autor um Froumund von Tegernsee handeln könnte, erwies sich schon aus chronologischen Gründen als unhaltbar, da der Duktus der „Reinschrift“, die wohl kurz nach der Rohfassung entstanden sein dürfte, auf das späte oder ausgehende 11. Jahrhundert datiert wird und sich vereinzelt Korrekturen darin befinden, die wahrscheinlich dem Autor selbst zuzuschreiben sind. Denn durch die Vielzahl der Tegernseer Handschriften aus dieser Zeit und der damit gegebenen Vergleichsmöglichkeiten ist man in der Lage, ziemlich genaue Datierungen vorzunehmen, womit frühere Ansätze, die das Werk in der ersten Hälfte des Jahrhunderts oder seiner Mitte ansiedelten, an Plausibilität eingebüßt haben.
Man hatte als Datierungsargument ins Feld geführt, dass die Darstellung des Königshofes und des diplomatischen Gebarens nur auf Autopsie des Autors beruhen könnte, wobei ein Treffen Kaiser Heinrichs II. mit dem französischen König Robert im Jahr 1023 oder der glanzvolle Hof Heinrichs III. (1039–1056) auf den Anonymus eingewirkt haben sollen. Diese Überlegungen sind jedoch allzu vage und daher keinesfalls zwingend. Ebenso unklar ist, ob der unbekannte Epiker sein Werk überhaupt vollendet hat. Denn auf der Rückseite des letzten Blattes und auf einer Seite des ersten Doppelblattes des ganz überwiegend von einer Hand geschriebenen Münchener Codex finden sich elf von derselben Person niedergeschriebene Epigramme. Daher ist es höchst unwahrscheinlich, dass der Clm 19486 über die von Docen schon erwähnte unvermittelt abbrechende Zwergenszene hinaus fortgeführt wurde.
Das Fragment aus St. Florian könnte jedoch von einer durchaus vollendeten Gesamtfassung des Ruodlieb stammen, da eine erste Textfassung auf Wachstafeln nicht unwahrscheinlich sein dürfte und daher der Clm 19486 als alleinige Vorlage nicht vorausgesetzt werden muss.
Dass dem Werk in seiner Entstehungszeit keine große Bedeutung beigemessen wurde, zeigt neben dem Ausbleiben einer Buchbindung nicht so sehr die dadurch ermöglichte schamlose materielle Ausschlachtung vier Jahrhunderte nach der Niederschrift, sondern vielmehr die Tatsache, dass auf den Textblättern keinerlei Notizen späterer Benutzer vorhanden sind, eine intensive Rezeption also ausgeschlossen werden muss. Dies wird durch das Faktum gestützt, dass eine Dichtung wie der Ruodlieb, der gemeinhin als Roman bezeichnet wird, in lateinischer Sprache keinen Nachfolger fand und auch volkssprachliche Erzeugnisse von vergleichbarer Natur erst in der Mitte des 12. Jahrhunderts im französischen Sprachraum auftraten. Ob der Ruodlieb überhaupt am Tegernsee entstanden ist, lässt sich zwar nicht beweisen, doch spricht bislang nichts dagegen.
Auffällig ist, dass der höchstwahrscheinlich dem klerikalen Stande angehörige Dichter nur äußerst geringes Interesse an der direkten Verwertung antiker Autoren besaß. So wird zwar als einziger Autor überhaupt Plinius der Ältere namentlich genannt und scheinbar zitiert, doch bis auf eine Aeneisstelle, die dazu natürlich noch in einen leoninischen Vers verwandelt werden musste, liegen wohl keine Zitate vor. Es darf jedoch die Kenntnis diverser Autoren und Werke angenommen werden. Darunter fallen neben Vergil und den Etymologiae des Isidor von Sevilla mit sehr großer Wahrscheinlichkeit Ovid, das Waltharius-Epos oder auch die Vita Udalrici des Gerhard von Augsburg. Gleiches gilt zumindest für die Gesta Apollonii Tyri, eine hexametrische Version des Romans Historia Apollonii regis Tyri. Auch der Alexanderromanstoff dürfte unserem Dichter bekannt gewesen sein.

## Abriss des Handlungsablaufs
Aus den erhaltenen Fragmenten lässt sich folgender Geschehenshergang ableiten:
Ein anfangs nur als quidam vir (lat. ein bestimmter Mann) oder als miles (lat. Soldat) bezeichneter Adliger ist gezwungen, aus seiner Heimat fortzugehen. Denn trotz aufopferungsvoller Pflichterfüllung für seine domini locupletes (lat. wohlhabende Herren) erhielt er von ihnen keinen Beistand gegen andere Potentaten, die er sich gerade in Ausübung seines treuen Dienstes zu Feinden gemacht hatte, und sieht nun keinen anderen Ausweg als seinen Herrensitz und seine verwitwete Mutter zu verlassen und sich nur von einem Knappen begleitet ins Ausland in Sicherheit zu bringen. Dort angekommen trifft der nun exul Genannte auf einen Jäger des Königs, der vom Äußeren und der Würde des berittenen Flüchtlings beeindruckt sich schnell mit ihm anfreundet und ihn bei seinem König einführt. Der Ritter stellt am Königshofe seine Jagdkunst unter Beweis und darf in den Dienst des großzügigen Königs treten, der ihm wegen seiner herausragenden moralischen, aber auch fachlichen, Qualifikation den Aufstieg zum Feldherrn und Chefunterhändler ermöglicht. Als nämlich ein beutelustiger Markgraf des benachbarten Königs, der oft als rex minor zur Unterscheidung vom erstgenannten König, dem rex maior, bezeichnet wird, das Grenzgebiet plündert, meistert der miles mit Bravour die Aufgabe den Aggressor aufzuhalten, indem er den Grafen in offener Feldschlacht besiegt und mit 900 Mann gefangen nimmt. Im Zuge von Verhandlungen zwischen den beiden Königen kommt unser Ritter an den Hof des rex minor, wo er ein weiteres Talent im wahrsten Sinne des Wortes ausspielt: Schach. Ihm gelingt es ein Treffen zwischen den beiden aussöhnungswilligen Potentaten auszuhandeln, das schließlich auf einer Brücke über dem Grenzfluss stattfindet und überaus harmonisch verläuft. Dabei wird in aller Ausführlichkeit das Procedere der teils förmlichen teils freundschaftlichen Höflichkeitsbekundungen und der ausgiebige Austausch von Geschenken geschildert. Kaum ist dieses Musterbeispiel an christlicher Herrschaftsauffassung und -ausübung beendet, überbringt ihm ein Bote einen Brief seiner früheren Herren und seiner Mutter, in dem er inständig gebeten wird in die Heimat zurückzukehren, weil nun alle seine Gegner ausgeschaltet seien und keine Gefahr mehr drohe. An dieser Stelle wird erstmals der Name Ruodlieb für unseren Ritter eingeführt, womit der erste Schritt zur Auflösung der bis dahin gepflegten völligen Anonymität getan wird. Der König entlässt seinen treuen Diener auf dessen Bitten hin und ersucht Ruodlieb als Abschiedsgeschenk zu wählen, ob er pecunna (lat. Geld) oder sophia (lat. Weisheit) haben wolle. Sein scheidender cliens Ruodlieb entschließt sich nach eigenem Bekunden wegen der Dauerhaftigkeit der Weisheit ohne Zögern für diese und erhält daher von seinem Herrn zwölf Weisheitslehren und dazu zwei Brote, von denen Ruodlieb eines anbrechen soll, wenn er seine Mutter wiedertrifft, das andere, wenn er heiratet. Bei den Broten handelt es sich um Schatzbrote, in deren Innern in silbernen Schalen Schmuck, Juwelen und Goldstücke versteckt sind. Der Ruodlieb verheimlichte Inhalt wird vor der Übergabe in aller Ausführlichkeit und Pracht dem Leser geschildert.
Diese auf den ersten Blick merkwürdigen Dankesgaben des rex maior sind typische Topoi in den sogenannten Ratschlagmärchen, unter deren Stern der nächste Abschnitt des Epos, die Heimreise, steht.
Gleich nach seiner Abreise gesellt sich ein Rothaariger zu Ruodlieb, der seinen Knappen zurückgelassen hat, aber von der Warnung vor Rothaarigen im ersten Ratschlag alarmiert sich ihm gegenüber sehr distanziert verhält. Der Charakter des rufus ist, wie sich schnell erweist, diametral dem seines ritterlichen Begleiters entgegengesetzt und entspricht ganz dem im ersten Ratschlag entworfenen Bild: Diebisch, aufbrausend, lüstern, gewalttätig und rücksichtslos treibt er sein Unwesen und wird für sein ungezügeltes Verhalten bestraft, indem er für das Betreten der Saatfelder entgegen dem zweiten, ihm natürlich unbekannten Ratschlag prompt von den betroffenen Bauern verprügelt wird. Auf die Spitze wird sein Fehlverhalten getrieben, als er sich angewidert von der Vorstellung mit Ruodlieb bei einer alten, wohlhabenden Frau mit einem jungen, tugendhaften Ehemann zu nächtigen, sich bei einer jungen, unglücklich mit einem alten, geizigen Mann verheirateten Bäuerin einquartiert. Er redet ihr ein, sie aus ihrer Lage befreien zu können, indem er sie seinem angeblichen Herrn Ruodlieb auf dessen Geheiß zuführt. Als er sich den von ihr dafür im Voraus versprochenen Liebeslohn abholt, ertappt der greise Ehemann das Paar in flagranti, worauf der Rotschopf ihn tödlich verletzt. Geläutert verzeiht der Ehemann auf dem Sterbebett den beiden, die sich nach seinem baldigen Ableben vor Gericht verantworten müssen, wo der skrupellose rufus ganz nach gewohnter Manier lügend die Schuld auf die Ehefrau abzuwälzen sucht. Sie hingegen reut das Geschehen dermaßen, dass sie die schlimmsten Formen der Buße auferlegt bekommen möchte, so dass ihr gewährt wird fortan ein Leben als Einsiedlerin mit strengsten Reglementierungen zu führen, während der verschlagene Rothaarige für seine Tat wohl mit seinem Leben zu büßen hat.
Nach diesem Exkurs steht nun Ruodlieb wieder im Vordergrund des Geschehens. Wir treffen ihn in Begleitung seines Neffen wieder, den er aus der Abhängigkeit von einem leichten Mädchen zu befreien versucht. Mit ihm trifft er auf einem unmittelbar vor der Grenze zu seiner Heimat gelegenen Adelssitz einer noch um ihren Mann trauernden Witwe ein, die, wie sich später herausstellt, eine enge Verbindung zu Ruodliebs Mutter pflegt, die sogar die Patin (commater) ihrer jugendlichen, hinreißenden Tochter ist. Unser Anonymus schildert diesen überaus angenehmen Aufenthalt Ruodliebs in kleinadliger Gesellschaft besonders detailreich. Erwähnt seien neben den noch genauer zu untersuchenden Abendunterhaltungsszenen der erneute Einsatz von buglossa („Ochsenzunge“, insbesondere wohl Gemeine Ochsenzunge als sogenannter Tollköder) beim Fischfang, die lebendige Darstellung eines wachsamen Hundes und eine unterhaltsame Volierenszene mit pater noster krächzenden Vögeln. Seine unmittelbar darauf folgende Rückkehr aus der Fremde, in der er zehn Jahre zugebracht hat, verläuft nicht zuletzt durch die Schatzbrotöffnung besonders freudig. Jetzt erfährt der Leser, dass sich Ruodlieb die ganze Zeit über erstaunlicherweise bei den Afri aufgehalten hat. Nun werden der Neffe und das adlige Mädchen in entspannter Atmosphäre verheiratet, was Ruodliebs Mutter zum Anlass nimmt, über ihr Alter zu räsonieren und Ruodlieb zum Heiraten aufzufordern. Zuvor jedoch söhnt sich Ruodlieb mit seinen ehemaligen Herren aus und wird umfangreich belehnt. Bei der Brautwerbung lässt er sich von Freunden und Verwandten beraten, um die Einhaltung der siebten Weisheitslehre zu gewährleisten. Eine anfangs aussichtsreiche Kandidatin wird der Unzucht mit einem Kleriker überführt, was Ruodlieb zum Anlass nimmt, ihr eine Lektion zu erteilen. Indem er ihr die Kleidungsstücke als Geschenk getarnt überbringen lässt, die als corpora delicti fungierten, erteilt er ihr eine Abfuhr ohne sie öffentlich zu kompromittieren. Eine überraschende Wendung im Handlungsgang tritt ein, als die Mutter ihrem Sohn Ruodlieb von ihren überaus allegorischen Träumen erzählt, in denen eine enorme Standeserhöhung ihres Sohnes, nämlich die Heirat mit einer Königstochter und die Erlangung der Königswürde, in Aussicht gestellt wird.
Eine große Lücke lässt nur vage Spekulationen bezüglich dessen zu, was sich ereignet hat bis uns Ruodlieb im Zwiegespräch mit einem von ihm gefangenen Zwerg begegnet, der ihm für seine Freilassung die entscheidende Hilfe zur Erlangung des Reiches von König Immunch anbietet. Dieser würde ebenso von Ruodliebs Hand fallen wie sein Sohn Hartunch und dann müsste er nur noch die heres tunc sola superstes (lat. allein die Erben überleben), die Königstochter Heriburg ehelichen, um in den Besitz der Königsherrschaft zu gelangen. Nach einer Schmährede des Zwerges gegen die Treulosigkeit der Menschen endet die Geschichte abrupt mit der inständigen Bitte der Zwergengattin um Auslösung ihres Mannes. Es folgen auf der Rückseite nur noch sieben in leoninischer Versform verfasste Epigramme, die in keinem erkennbaren Zusammenhang mit dem Ruodlieb stehen.

## Gattungsfrage
Die Diskussion, welchen Typus Literatur man mit dem Ruodlieb nun vor sich hat, ist so alt wie seine (moderne) Rezeptionsgeschichte. Seiler fällte schon im Titel seiner Edition ein klares Urteil: RUODLIEB, DER ÄLTESTE ROMAN DES MITTELALTERS. Betrachtet man neuere Forschungsmeinungen, so entsteht ein differenzierteres Bild, in dem das Werk von vielem etwas zu sein scheint, doch letztendlich eine klare Zuweisung nicht möglich ist. Man gesteht ihm bei der Betrachtung dieser Frage heute zumindest zu, von allen lateinischen Werken des Mittelalters der Gattung Roman am nächsten zu stehen. Märchen, Heldensage, Heiligenvita, Ritterspiegel und Abenteuerroman: All diese Literaturtypen haben den Ruodlieb geprägt und ihm eine unverwechselbare eigenständige Form gegeben und dominieren jeweils bestimmte Teile des Werks.
Am deutlichsten wird dies in den letzten beiden Fragmenten, in denen Versatzstücke des in mehreren Varianten überlieferten Ruodliebsagenstoffs Verwendung finden. Daher dürfte partiell das Urteil Hans Naumanns zutreffen, der Ruodlieb stehe „dem Norden erzählungstypisch näher als der südlichen Welt“. Da er vermutlich so gut wie überhaupt keine Wirkung entfalten konnte, ist es wenig erhellend, chronologisch nach ihm einzuordnende Werke mit ihm in Verbindung zu bringen, um eine Entwicklungslinie zu konstruieren. Doch kann man beispielsweise an den altfranzösischen „chansons des gestes“ oder den hochmittelalterlichen Ritterepen mittelhochdeutscher Sprache viele Ähnlichkeiten feststellen, die auf einen gemeinsamen Fundus an Geschichten hinweisen. Doch fallen die vielen Unterschiede mindestens genauso auf: Trotz Fragmentierung kann man sicher sagen, dass keine Gattung auch nur annähernd über das ganze Werk hinweg durchgehalten wird. Selbst die Hauptfigur Ruodlieb steht in zu vielen Szenen nicht im Mittelpunkt, sondern ist allenfalls Beobachter, auch wenn ihm am Ende ein herausragendes Schicksal zuteilwird. All diese Faktoren ließen vor allem die ob des literarischen Wertes eher skeptischen Forscher dem Ruodlieb am liebsten die Bezeichnung „gescheitertes Experiment“ zukommen. Man mag von einem Scheitern sprechen, wenn man die kaum als solche zu bezeichnende Wirkungsgeschichte betrachtet. Die Sprache des Ruodlieb ist schwierig, weil der Dichter aus prosodischen Gründen bisweilen an die Grenzen der verständlichen Formulierung geht. Auch stellt der Autor kaum unter Beweis, dass er als homo eruditus bezeichnet werden kann.
Aber darf man ihm die Bildung deswegen absprechen, weil er das Ausschreiben anderer Autoren unterließ und eigene, wenn auch oft ungelenke Verse schmiedete? Erwiesenermaßen gibt es eine Vielzahl von Überschneidungen mit anderen Autoren, die kaum auf Zufall oder nur auf einen ähnlichen Erfahrungshintergrund allein zurückgeführt werden können. Ihn als genialen Kopf zu sehen, der bar jeder Vorbilder einen eigenen Stoff konstruierte, welcher zufällig erst ein Jahrhundert später in veränderter Form in der literarischen Blütezeit des Hochmittelalters an verschiedenen Orten wieder auftauchte, dürfte ebenso an der Realität vorbeigehen. Stattdessen sollte man neben einer Nutzung der Klosterbibliothek aber vor allem von der Einflechtung oraler Erzähltraditionen ausgehen und eine zumeist geschickte und einfallsreiche Verknüpfung der verschiedenen Elemente annehmen. Unser klerikaler Verfasser verfügt jedoch über eine Gabe, die diese Leistung in den Schatten stellt: Er ist in der Lage, in kleinen Episoden sehr anschauliche Bilder und verhältnismäßig gute Charakterdarstellungen darzubieten, die über manche sprachliche Holprigkeit hinwegsehen lassen. Trotz aller Ungewöhnlichkeit der Erzählelementvielfalt ist das Werk aber durchaus als Kind des frühen Hochmittelalters zu erkennen: In der idealtypischen, anfangs genau aus diesem Grund anonym gehaltenen Figur des frommen und fähigen Ritters spiegelt sich die Entstehung eines Standesethos. Kleriker spielen hingegen keine große Rolle, doch wird ihre gegenüber den Adligen herausgehobene Stellung dem Leser klar vor Augen geführt, also keine für die damalige Gesellschaftsordnung völlig atypische Situation fingiert.
Als mutmaßliche Adressaten dieser moralisch-pädagogischen Erzählung dürften die adligen Klosterschüler zu sehen sein. Trotz der weitgehenden Anonymisierung des Werkes tauchen an mindestens drei Stellen außerhalb von Botenberichten Anzeichen einer Identifikation mit dem Reich des rex maior auf. Ob es sich tatsächlich um Belege eines Realitätsbezuges handelt oder der Dichter auf eine etwas befremdliche Art den Standpunkt des miles/exul/venator Ruodlieb einnimmt, lässt sich nicht eindeutig entscheiden.

## Handlung
Man kann den Handlungsverlauf folgendermaßen grob unterteilen:
1. Ruodlieb als Dienender: erfolgloser Dienst in der Heimat; erfolgreicher Dienst im Exil als Jäger, Feldherr, Diplomat, Belohnung (Weisheitslehren u. Schatz im Brot), Abschied [I–V 558]
2. Ruodlieb auf der Heimreise: in der Gesellschaft des rufus, Bewährung von drei Weisheitslehren, in der Gesellschaft des contribulis (Einkehr auf einem Adelssitz und Verlobung des contribulis mit der Tochter des Hauses) [V 559–XIII]
3. Ruodlieb als Herr: Hochzeit contribulis-dominella, Ruodliebs Brautsuche (Abweisung der falschen Braut, Gewinnung einer Königstochter) [XIV–XVIII].

Eine feinere Abschnittsgliederung ergibt folgendes Bild:
1. I 1–71 (lückenlos) ⇒ Auszug des miles (= Ruodlieb): Vorgeschichte, Ausstattungsbeschreibung, Abschied von der Mutter.
2. I 72–141 ⇒ Ruodlieb freundet sich mit dem venator regis an und tritt in den Dienst des rex maior.
3. IA 1–7, II 1–50 ⇒ Ruodlieb dient dem rex maior 10 Jahre als Jäger mit Vogelfang, Fischerei (mit Buglossa) und Wolfsjagd.
4. II 51–65, III 1–70, IIIA 1–3 ⇒ Ruodlieb als Feldherr des rex maior gegen Friedensbrecher aus dem Land des rex minor erfolgreich.
5. III A 4–7, IV 1–230 ⇒ Ruodlieb in diplomatischer Mission beim rex minor, Schachspielszenen (IV 184–188) in seinem Bericht an den rex maior.
6. IV 231–252, V 1–221 ⇒ Die Königsbegegnung, Tanzbärenszene, Gefangenenfreilassung und im Gegenzug Geschenke für den rex maior: Katalog wertvoller Tiere, Gebrauch des Luchskastens.
7. V 222–391 (lückenlos) ⇒ Ruodlieb erhält einen Brief mit der Aufforderung in die Heimat zurückzukehren (V 222–228). Der rex maior bereitet ein Abschiedsgeschenk vor, Schatzbeschreibung (Vorbereitung zweier mit Mehl überzogener und mit silbernen Schalen (darin: Geld bzw. Schmuck) gefüllter Abschiedsbrote).
8. V 392–584 (lückenlos) ⇒ Die 12 Lehren des rex maior, Übergabe der erst zu Hause aufzuschneidenden Schatzbrote und Ruodliebs Abschied.
9. V 585–621 ⇒ Ruodlieb begegnet einem rufus, der sich ihm anschließt. Es erweist sich die Wahrheit der ersten beiden Lehren.
10. VI 8–123 ⇒ Die Erzählung von der alten Frau mit dem jungen Mann (überaus positiv) und der jungen Frau mit dem alten Mann (dezidiert negativ dargestellt).
11. VII 1–25 ⇒ Ruodlieb als Gast beim jungen Mann mit der alten Frau.
12. VII 26–129, VIII 1–10 ⇒ Der rufus als Gast beim alten Mann mit der jungen Frau; Verführung der treulosen Ehefrau; Tötung des Mannes, der den Übeltätern noch verzeiht.
13. VIII 11–129 ⇒ Das Gericht; Ehefrau als reuige Sünderin, die sich schwerer lebenslanger Buße unterzieht.
14. Lücke ⇒ Ruodliebs Weiterreise und Begegnung mit seinem contribulis.
15. IX 1–24 ⇒ Ruodlieb im Gespräch mit seinem contribulis. Gemeinsame Abreise.
16. X 1–58, X 59–112 ⇒ Ruodlieb und sein contribulis als Gäste auf einem Herrensitz (I): Ankunft, Übernachtung, morgendlicher Fischfang (Katalog mit 18 oberbayerischen Fischnamen[2]) und Mittagsmahl; Diebe witternder Hund.
17. X 113–132, XI 1–72, XII 1–32, XII 33–36 ⇒ Ruodlieb und sein contribulis als Gäste auf einem Herrensitz (II): Volierenszene, Abendunterhaltung (Harfenspiel und Tanz XI 38–72), Verlobung des contribulis mit der dominella (XII 22–32), Übernachtung und Abschied.
18. XII 37–66, XII 67–90, XIII 1–9, XIII 10–81 ⇒ Heimreise, Botendohle, Ankunft, Badeszene und Freudenfest, Anschneiden des ersten Schatzbrotes, Zeitangabe: exul...denis...in annis; erste sicher auf den Autoren zurückgehende Nennung des Namens „Ruodlieb“.
19. XIV 1–99 ⇒ Die Vermählung des contribulis mit der dominella (XIV 51–87).
20. Lücke ⇒ Aussöhnung mit den früheren Dienstherren und Belehnung. Ruodliebs Wirken zu Hause und im Dienste des Landes.
21. XV 1–70, XVI 1–18 ⇒ Die Klage der Mutter (XV 3–15); sie fordert Ruodlieb auf zu heiraten.
22. XVI 19–70, XVII 1–84 ⇒ Ruodliebs Brautwerbung: Einladung von Verwandten und Freunden zwecks Beratung (7. Lehre!); Beschämung der liderlichen Braut (XII 1–14).
23. XVII 85–128 (lückenlos) ⇒ Die Träume der Mutter: Ihr heiligmäßiges Leben ermöglicht (in der Vision) den Aufstieg des Sohnes, nämlich die Heirat mit einer Königstochter und den Erwerb eines Königreiches.
24. Lücke ⇒ Der Tod der Mutter.
25. XVIII 1–32 ⇒ Ruodlieb und gefesselter Zwerg, der ihm bei Befreiung einen Königsschatz, ein Königreich und eine Königstochter verspricht.

Danach: Abbruch des Romans mit Beginn der Schlussphase (königliche Erhöhung).

## Fazit
Ruodlieb, eine fiktionale Erzählung von Tugend und Glück des jungen Adligen Ruodlieb (meist als Roman apostrophiert) ist der „erste Ritterspiegel“ des Mittelalters (zu typischen Rittertugenden vgl. das „Ritter- und Freundschaftsepos“, „Engelhard“ des Konrad von Würzburg aus der 2. Hälfte des 13. Jahrhunderts) und liegt Jahrzehnte vor den „Chansons de geste“ des „Aufrührerzyklus“ (z. B. Gormond et Isembart). Im Unterschied zum antiken Roman wird jedoch die Geschichte eines kontinuierlichen Aufstiegs geschildert. Ungewöhnlich ist der fast vollständige Verzicht auf Eigennamen und Ortsbezeichnungen; einzige Ausnahmen: Ruodlieb, Immunch, Hartunch, Heriburg, ligamina aus Lukka (=Lucca), Goldmünzen aus Byzanz, Dienst bei den Afri (dient der Verfremdung). Es gibt keine Hinweise auf konkrete politische Anspielungen, vielmehr dominiert die Zeichnung diverser Idealbilder (z. B. Ruodlieb, rex maior, reuige Sünderin; diametral entgegengesetzt: der rufus). Auffällig ist dabei auch die besondere Rolle des Ratschlagmärchentopos.
Der Ruodlieb vereinigt unterschiedliche Elemente verschiedener Literaturgattungen in einem einzigartigen dichterischen Experiment, dessen Quellen nur selten unmittelbar zu greifen sind. Durch die Idealisierung vieler Handlungsabläufe ist eine intensive Nutzung des Werkes als kulturhistorisches Dokument problematisch, aber nichtsdestoweniger ein, wenn auch leider wirkungsloses, Relikt eines überaus schöpferischen Geistes.

## Ausgaben und Übersetzungen (teilweise mit Kommentar)
- Seiler: Ruodlieb. Halle 1882.
- Teilübersetzung durch Paul von Winterfeld. In: Paul von Winterfeld, Hermann Reich (Hrsg.): Deutsche Dichter des lateinischen Mittelalters in deutschen Versen. C.H. Beck, München 1913, weitere Auflagen 1917 (dort S. 287–361) und 1922.
- Christopher W. Grocock: The Ruodlieb. Mit einer Übertragung ins englische und Anmerkungen. Warminster/Chicago 1985.
- Walter Haug: Faksimile. Faksimile-Ausgabe des Codex Latinus Monacensis 19486 der Bayerischen Staatsbibliothek München und der Fragmente von St. Florian. Band I, Wiesbaden 1974.
- Benedikt Konrad Vollmann: Faksimile-Ausgabe des Codex Latinus Monacensis 19486 der Bayerischen Staatsbibliothek München und der Fragmente von St. Florian. Band II, Wiesbaden 1985.
- Walter Haug, Benedikt Konrad Vollmann: Frühe deutsche Literatur und lateinische Literatur in Deutschland 800–1150. Bibliothek des Mittelalters, Band 1. Deutscher Klassiker-Verlag, Frankfurt am Main 1991, ISBN 3-618-66010-3, S. 388–551 (Ruodlieb: Text und Übersetzung), S. 1306–1406 (Kommentar).
- Fritz Peter Knapp: Ruodlieb. Mittellateinisch und deutsche Übertragung, Kommentar und Nachwort. Reclam, Stuttgart 1977, ISBN 3-15-009846-7.
- Karl Langosch: Waltharius, Ruodlieb, Märchenepen. Lateinische Epik des Mittelalters mit deutschen Versen. Wissenschaftliche Buchgesellschaft, Darmstadt 1967.